# Olympische Sommerspiele 1952/Radsport
Bei den Olympischen Sommerspielen 1952 in der finnischen Hauptstadt Helsinki wurden sechs Wettbewerbe im Radsport ausgetragen.

## Bilanz

### Medaillenspiegel
| Platz  | Land                  | Gold | Silber | Bronze | Gesamt |
| ------ | --------------------- | ---- | ------ | ------ | ------ |
| 1      | Belgien               | 2    | 1      | –      | 3      |
| 2      | Italien               | 2    | 2      | 1      | 5      |
| 3      | Australien            | 2    | 1      | –      | 3      |
| 4      | Südafrikanische Union | –    | 2      | 1      | 3      |
| 5      | BR Deutschland        | –    | –      | 2      | 2      |
| 6      | Frankreich            | –    | –      | 1      | 1      |
| 6      | Großbritannien        | –    | –      | 1      | 1      |
| Gesamt | Gesamt                | 6    | 6      | 6      | 18     |

### Medaillengewinner
| Disziplin                        | Gold                                                               | Silber                                                                       | Bronze                                                                |
| -------------------------------- | ------------------------------------------------------------------ | ---------------------------------------------------------------------------- | --------------------------------------------------------------------- |
| Straßenradsport                  |                                                                    |                                                                              |                                                                       |
| Straßenrennen Einzelwertung      | André Noyelle (BEL)                                                | Robert Grondelaers (BEL)                                                     | Edi Ziegler (GER)                                                     |
| Straßenrennen Mannschaftswertung | BelgienAndré Noyelle Robert Grondelaers Lucien Victor Rik Van Looy | ItalienDino Bruni Vincenzo Zucconelli Gianni Ghidini Bruno Monti             | FrankreichJacques Anquetil Alfred Tonello Claude Rouer Roland Bezamat |
| Bahnradsport                     |                                                                    |                                                                              |                                                                       |
| Sprint                           | Enzo Sacchi (ITA)                                                  | Lionel Cox (AUS)                                                             | Werner Potzernheim (GER)                                              |
| 1000 m Zeitfahren                | Russell Mockridge (AUS)                                            | Marino Morettini (ITA)                                                       | Raymond Robinson (RSA)                                                |
| 2000 m Tandem Sprint             | Lionel Cox / Russell Mockridge (AUS)                               | Raymond Robinson / Thomas Shardelow (RSA)                                    | Cesare Pinarello / Antonio Maspes (ITA)                               |
| 4000 m Mannschaftsverfolgung     | ItalienMarino Morettini Guido Messina Mino De Rossi Loris Campana  | Südafrikanische UnionTommy Shardelow Jimmy Swift Robert Fowler George Estman | GroßbritannienRonald Stretton Alan Newton George Newberry Don Burgess |

## Wettbewerbe

### Bahn
Die Bahnrad-Wettbewerbe fanden auf dem Helsingin Velodromi, einer 400 Meter langen offenen Radrennbahn aus Zement statt, die schon für die ursprünglich für 1940 geplanten Spiele erbaut worden war.

#### Sprint
| Platz | Land | Athlet             | Zeit   |
| ----- | ---- | ------------------ | ------ |
| 1     | ITA  | Enzo Sacchi        | 12,0 s |
| 2     | AUS  | Lionel Cox         | k. A.  |
| 3     | GER  | Werner Potzernheim | k. A.  |

Weitere Teilnehmer aus dem deutschsprachigen Raum:
 Kurt Nemetz (15.)
 Fritz Siegenthaler (16.)

#### 1000 m Zeitfahren
| Platz | Land | Athlet            | Zeit            |
| ----- | ---- | ----------------- | --------------- |
| 1     | AUS  | Russell Mockridge | 1:11,1 min (OR) |
| 2     | ITA  | Marino Morettini  | 1:12,7 min      |
| 3     | RSA  | Raymond Robinson  | 1:13,0 min      |

Teilnehmer aus dem deutschsprachigen Raum:
 Kurt Nemetz (21.)
 Fredy Arber (15.)

#### Tandem
| Platz | Land | Athleten                          |
| ----- | ---- | --------------------------------- |
| 1     | AUS  | Lionel Cox / Russell Mockridge    |
| 2     | RSA  | Raymon Robinson / Tommy Shardelow |
| 3     | ITA  | Antonio Maspes / Cesare Pinarello |

Teilnehmer aus dem deutschsprachigen Raum:
 Kurt Nemetz und Walter Bortel (11.)
 Fredy Arber und Fritz Siegenthaler (8.)

#### 4000 m Mannschaftsverfolgung
| Platz | Land | Athleten                                                   | Zeit       |
| ----- | ---- | ---------------------------------------------------------- | ---------- |
| 1     | ITA  | Loris Campana Mino De Rossi Guido Messina Marino Morettini | 4:46,1 min |
| 2     | RSA  | George Estman Robert Fowler Tommy Shardelow Jimmy Swift    | 4:53,6 min |
| 3     | GBR  | Don Burgess George Newberry Alan Newton Ronald Stretton    | 4:51,5 min |

Teilnehmer aus dem deutschsprachigen Raum:
 Arthur Mannsbarth, Franz Wimmer, Kurt Nemetz und Walter Bortel (13.)
 Hans Pfenninger, Heinrich Müller, Max Wirth und Oskar von Büren (8.)

### Straßenrennen (190,4 km)

#### Einzelwertung
| Platz | Land | Athlet              | Zeit        |
| ----- | ---- | ------------------- | ----------- |
| 1     | BEL  | André Noyelle       | 5:06:03,6 h |
| 2     | BEL  | Robert Grondelaers  | 5:06:51,2 h |
| 3     | GER  | Edi Ziegler         | 5:07:47,5 h |
| 4     | BEL  | Lucien Victor       | 5:07:52,0 h |
| 5     | ITA  | Dino Bruni          | 5:10:54,0 h |
| 6     | ITA  | Vincenzo Zucconelli | 5:11:16,5 h |
| 7     | ITA  | Gianni Ghidini      | 5:11:16,8 h |
| 8     | GER  | Oskar Zeissner      | 5:11:18,5 h |

Weitere Teilnehmer aus dem deutschsprachigen Raum:
 Oscar Zeissner (8.), Paul Maue (48.) und Walter Becker (Rennen nicht beendet)
 Alois Lampert (30.) und Ewald Hasler (43.)
 André Moes (11.), Roger Ludwig (14.), Nicolas Morn (51.) und Jean Schmit (Rennen nicht beendet)
 Rolf Graf (17.), Josef Schraner (20.), Fausto Lurati (50.) und Kobi Scherer (Rennen nicht beendet)

#### Mannschaftswertung
| Platz | Land | Athleten                                                    | Zeit         |
| ----- | ---- | ----------------------------------------------------------- | ------------ |
| 1     | BEL  | Robert Grondelaers André Noyelle Lucien Victor              | 15:20:46,6 h |
| 2     | ITA  | Dino Bruni Gianni Ghidini Vincenzo Zucconelli               | 15:33:27,3 h |
| 3     | FRA  | Jacques Anquetil Claude Rouer Alfred Tonello Roland Bezamat | 15:38:58,1 h |

Teilnehmer aus dem deutschsprachigen Raum:
 Edi Ziegler, Oskar Zeissner, Paul Maue und Walter Becker (—), Rang 5
 Alois Lampert und Ewald Hasler, mit nur zwei Fahrern nicht in der Wertung
 André Moes, Roger Ludwig, Nicolas Morn und Jean Schmit (—), Rang 7
 Walter Bortel (—), Franz Wimmer (—) und Arthur Mannsbarth (—), Rennen nicht beendet
 Rolf Graf, Josef Schraner, Fausto Lurati und Kobi Scherer (—), Rang 9